# Lista chorążych reprezentacji Omanu na igrzyskach olimpijskich
Lista chorążych reprezentacji Omanu na igrzyskach olimpijskich – lista zawodników i zawodniczek reprezentacji Omanu, którzy podczas ceremonii otwarcia nowożytnych igrzysk olimpijskich nieśli flagę Omanu.

## Chronologiczna lista chorążych
| Lp. | Rok i miejsce        | Chorąży                    | Dyscyplina    |
| --- | -------------------- | -------------------------- | ------------- |
| 1   | 1984, Los Angeles    | Mohamed Al-Busaidi         |               |
| 2   | 1988, Seul           | Abdul Latif Al-Bulushi     | Strzelectwo   |
| 3   | 1992, Barcelona      | b.d.                       |               |
| 4   | 1996, Atlanta        | Khalifa Al-Khatry          | Strzelectwo   |
| 5   | 2000, Sydney         | Mohamed Amer Al-Malky      | Lekkoatletyka |
| 6   | 2004, Ateny          | Hamoud Abdallah Al-Dalhami | Lekkoatletyka |
| 7   | 2008, Pekin          | Dadallah Al-Bulushi        | Strzelectwo   |
| 8   | 2012, Londyn         | Ahmed Al-Hatmi             | Strzelectwo   |
| 9   | 2016, Rio de Janeiro | Hamed Said Al-Khatri       | Strzelectwo   |
| 10  | 2020, Tokio          | Issa Al-Adawi              | Pływanie      |